# Назаров, Александр Ильич
Александр Ильич Назаров (род. 27 апреля 1963)— российский учёный-математик, специалист в различных областях математической физики, доктор физико-математических наук (2004). Профессор Санкт-Петербургского государственного университета (кафедра математической физики, математико-механический факультет). Ведущий научный сотрудник лаборатории математической физики ПОМИ РАН им. В. А. Стеклова.

## Биография
Родился 27 апреля 1963 года в Ленинграде. В 1985 году окончил математико-механический факультет Санкт-Петербургского государственного университета, после трёх лет аспирантуры защитил кандидатскую диссертацию в мае 1988 года по специальности дифференциальные уравнения и математическая физика (научный руководитель - Н. Н. Уральцева). В декабре 2004 года защитил докторскую диссертацию  по теме  «Задача Вентцеля и ее обобщения».
С 1985 по 1991 год работал ассистентом на кафедре математической физики Ленинградского государственного университета. В 1991 несколько месяцев работал старшим преподавателем кафедры, после чего в этом же году стал доцентом. С 2005 года является профессором кафедры математической физики Санкт-Петербургского государственного университета. В сентябре 2012 года стал ведущим научным сотрудником лаборатории математической физики ПОМИ РАН им. В. А. Стеклова.Начиная с 2007 года работал по приглашению в университетах Италии, Швеции, Германии, Америки, Казахстана . Под его руководством кандидатские диссертации защитили: Щеглова А.П. (2008, СПБГУ), Колоницкий С.Б. (2011, СПБГУ), Пусев Р.С. (2011, ПОМИ РАН), Растегаев Н.В. (2018, СПБГУ),  Банкевич С.В (2018, СПБГУ), Петрова Ю.П. (2018, ПОМИ РАН).
Автор более 100 научных публикаций.
Основные области исследовательских интересов: краевые задачи для линейных и нелинейных недивергентных уравнений; симметрии и асимметрии решений экстремальных задач и смежные вопросы; применение вариационного исчисления и спектральной теории в теории случайных процессов и математической статистике; нелокальные операторы типа дробных лапласианов и их свойства.
Профессиональные должности :
- Член экспертного совета ВАК по математике и механике
- Член Президиума Федерального УМО по математике и механике
- Член Правления СПбМО (2005)[4]
- Член СПбМО (1992) [5]
- Секретарь кафедры математической физики (1988—2013)
- Член научно-методического Совета НОЦ ПОМИ РАН
- Член редакционной коллегии журналов «Функциональный анализ и его приложения», «Complex Variables and Elliptic Equations», «Lithuanian Mathematical Journal», «Математика в высшем образовании».
- Рецензент журналов «Archive for Rational Mechanics and Analysis», «Journal of Functional Analysis», «Bulletin des Sciences Mathématiques», «Bulletin of London Mathematical Society», «Zeitschrift für Analysis und ihre Anwendungen», «Boundary Value Problems», «Mathematische Nachrichten», «Mathematika», «Journal of Theoretical Probability», «Алгебра и Анализ», «Известия РАН. Серия математическая», «Вестник Санкт-Петербургского университета», электронного журнала «Дифференциальные уравнения и процессы управления».

Помимо математики, также увлекается шахматами и шашками. С 1997 мастер спорта России по поддавкам. Действительный член Академии шахматного и шашечного искусства (1996). Международный арбитр по шахматной композиции (2008).

## Награды
Математика, преподавание
- Лауреат премии СПБГУ "За научные труды" (2019)
- Почётный работник высшего профессионального образования РФ (2013)
- Почётная грамота Минобрнауки РФ (2006)
- Лауреат конкурса ISSEP «Доцент-2004»
- Лауреат конкурса ISSEP «Доцент-2002»

## Некоторые публикации[6]
1. Lerman, L. M., Naryshkin, P. E. & Nazarov, A. I., "Abundance of entire solutions to nonlinear elliptic equations by the variational method", 1 Jan 2020, Nonlinear Analysis, Theory, Methods and Applications. 190, 111590
2. Nazarov A.I., "Some Lemmata on the Perturbation of the Spectrum", 1 Jul 2020, Russian Journal of Mathematical Physics. 27, 3, pages 378-381
3. Musina, R. & Nazarov, A. I., "A note on truncations in fractional Sobolev spaces", 2019, Bulletin of Mathematical Sciences. 9, 1, 1950001
4. Musina, R. & Nazarov, A. I., "Fractional Hardy-Sobolev inequalities on half spaces", Jan 2019, Nonlinear Analysis, Theory, Methods and Applications. 178, pages 32–40
5. Musina, R. & Nazarov, A. I., "Strong maximum principles for fractional Laplacians", Oct 2019, Proceedings of the Royal Society of Edinburgh Section A: Mathematics. 149, 5, pages 1223-1240
6. Kryzhevich, S. & Nazarov, A., "Stability by linear approximation for time scale dynamical systems", 2017, Journal of Mathematical Analysis and Applications
7. Musina, R., Nazarov, A. I. & Sreenadh, K., "Variational Inequalities for the Fractional Laplacian", 1 Mar 2017, Potential Analysis. 46, 3, pages 485-498
8. Musina, R. & Nazarov, A. I., "Variational inequalities for the spectral fractional Laplacian", 2017, Computational Mathematics and Mathematical Physics. 57, 3, pages 373-386
9. Apushkinskaya, D. E. & Nazarov, A. I., "A counterexample to the Hopf-Oleinik lemma (elliptic case)", 2016, Analysis and PDE. 9, 2, pages 439-458
10. Musina, R. & Nazarov, A. I., "On fractional Laplacians–2", 2016, Annales de l'Institut Henri Poincare. Annales: Analyse Non Lineaire/Nonlinear Analysis. 33, 6, pages 1667-1673
11. Nazarov, A. I. & Repin, S. I., "Exact constants in Poincare type inequalities for functions with zero mean boundary traces", 2015, Mathematical Methods in the Applied Sciences. 38, 15, pages 3195-3207
12. Kuznetsov, N. & Nazarov, A., "SHARP CONSTANTS IN THE POINCARE, STEKLOV AND RELATED INEQUALITIES (A SURVEY)", 2015, Mathematika. 61, 2, стр. 328-344
13. Musina, R. & Nazarov, A. I., "On fractional Laplacians" ,2014, Communications in Partial Differential Equations. 39, 9, pages 1780-1790
14. Nazarov, A. I., 2012, "A Centennial of the Zaremba–Hopf–Oleinik Lemma", SIAM Journal on Mathematical Analysis. 44, 1, pages 437-453
15. Nazarov, A. I. & Uraltseva, N. N., "The Harnack inequality and related properties for solutions to elliptic and parabolic equations with divergence-free lower-order coefficients", 2012, St. Petersburg Mathematical Journal. 23, pages 93–115
16. Nazarov, A.I., 2009, "Exact L2 small ball asymptotics of Gaussian processes and the spectrum of boundary-value problems", Journal of Theoretical Probability. 22, 3, pages 640-665
17. Karol, A., Nazarov, A. & Nikitin Y., "Small ball probabilities for gaussian random fields and tensor products of compact operators", 1 Mar 2008 Transactions of the American Mathematical Society. 360, 3, pages 1443-1474
18. Nazarov, A. I., "Hardy-Sobolev inequalities in a cone", 1 Jan 2006, Journal of Mathematical Sciences, 132, 4, pages 419-427
19. Nazarov, A. I. & Nikitin, Y. Y., 2004, "Exact L", Probability Theory and Related Fields, 129, 4, pages 469-494
20. Nazarov, A. I., "Vestimates for a solution to the dirichlet problem and to the neumann problem for the heat equation in a wedge with edge of arbitrary codimension", 1 Jan 2001, Journal of Mathematical Sciences, 106, 3, pages 2989-3014